# China Eastern Airlines

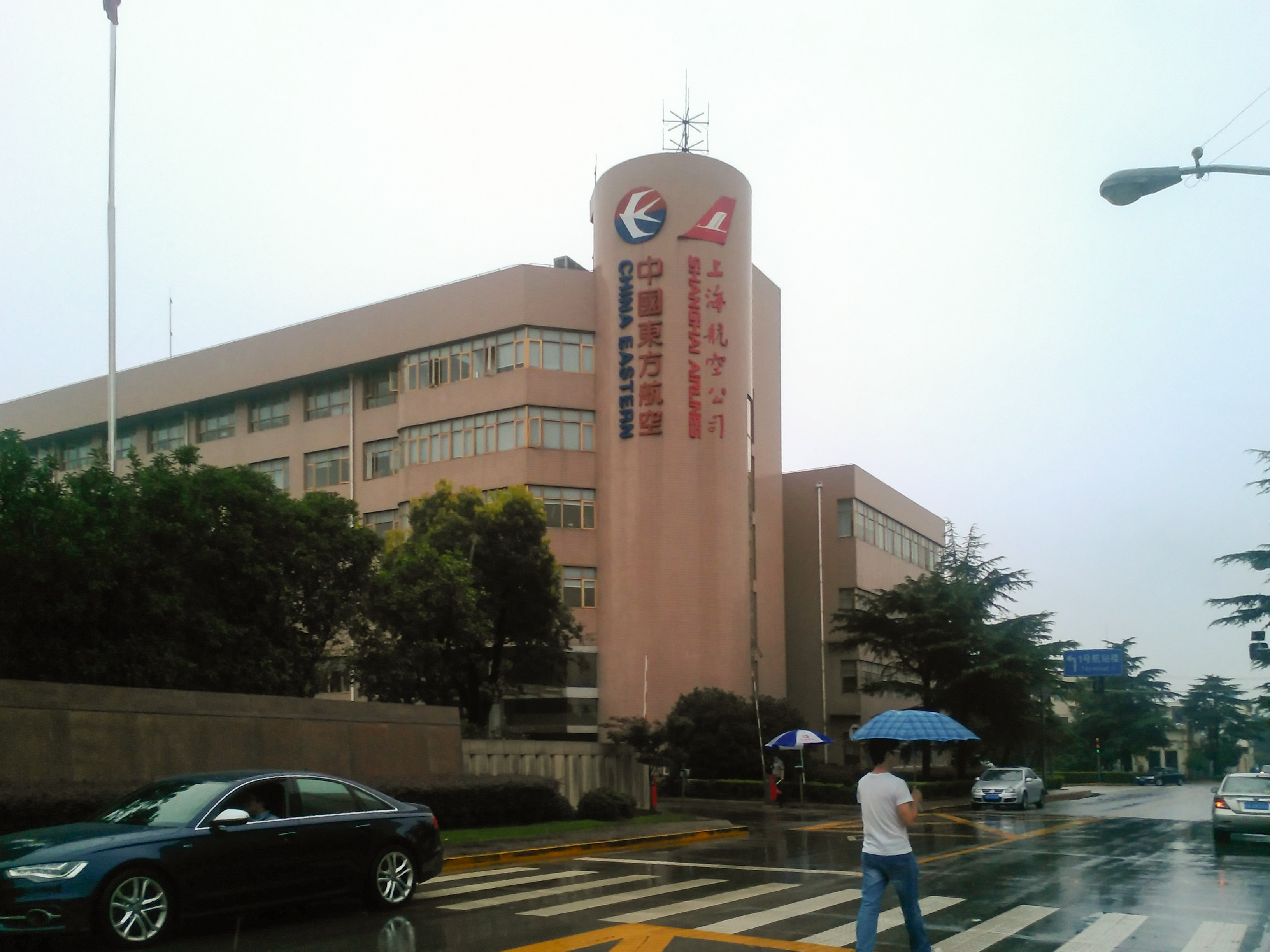
A sede da China Eastern Airlines e Shanghai Airlines

China Eastern é uma companhia aérea da China com sede em Xangai. Ela é uma das cinco principais companhias aéreas chinesas em linhas domésticas e internacionais. Seu principal hub é o Aeroporto Internacional Shanghai Pudong, e o Aeroporto Internacional de Xangai Hongqiao.

## História
A companhia aérea foi fundada em 25 de junho de 1988. Em 2003, a China Yunnan Airlines e China Northwest Airlines, se fundiram a companhia. Em 20 de abril de 2006, a companhia declarou que havia a possibilidade de vender 20% das ações para outros investidores estrangeiros, incluindo a Singapore Airlines, Emirates e a Japan Airlines. Em 9 de novembro de 2007, foi anunciado a compra de 15.73% das ações pela Singapore Airlines. Depois de recusar proposta da Oneworld e Star Alliance, a China Eastern entra na Skyteam, em 2010, se juntando assim a aliança que conta com o grupo liderado por empresas como Delta Airlines, Air France-KLM, Alitalia, dentre outras. Em uma coletiva de imprensa realizada na China, Liu Shaoyong, presidente da companhia chinesa, disse: “Aderir a uma aliança internacional faz parte da estratégia da China Eastern Airlines para se tornar mais competitiva e enfrentar as dificuldades do mercado. Este é mais um passo para entrarmos num mercado global que nos vai permitir crescer”.
Em 21 de junho de 2011,a China Eastern e sua subsidiária Shanghai Airlines se incorporaram oficialmente a Skyteam. Por causa da entrada destas empresas que possuem seus hubs em Xangai o número de voos do aliança na região aumentou em 10%

## Destinos
A China Eastern Airlines tem grande participação no mercado da Ásia, Europa, América do Norte e Austrália. Em 2007, a China Eastern Airlines começou a servir o seu 1º destino na África, Johannesburgo (via Male). Ainda em 2007, começou a operar de Nova York para Shanghai, sendo a maior linha ininterrupta da empresa. Em 22 de novembro, a China Eastern Airlines começou a operar em uma linha feita especialmente para a alta temporada, entre Shanghai-Brisbane, com duas frequências semanais.
A China Eastern Airlines, adicionara duas frequências extras, na rota Shanghai-Los Angeles, que começa em junho de 2008. Todas as outras grandes empresas chinesas irão adicionar cerca de 4-5 destinos.Outras fontes dizem que a China Eastern, adicionará frequências extras para Londres, Nova York e Vancouver.

## Frota

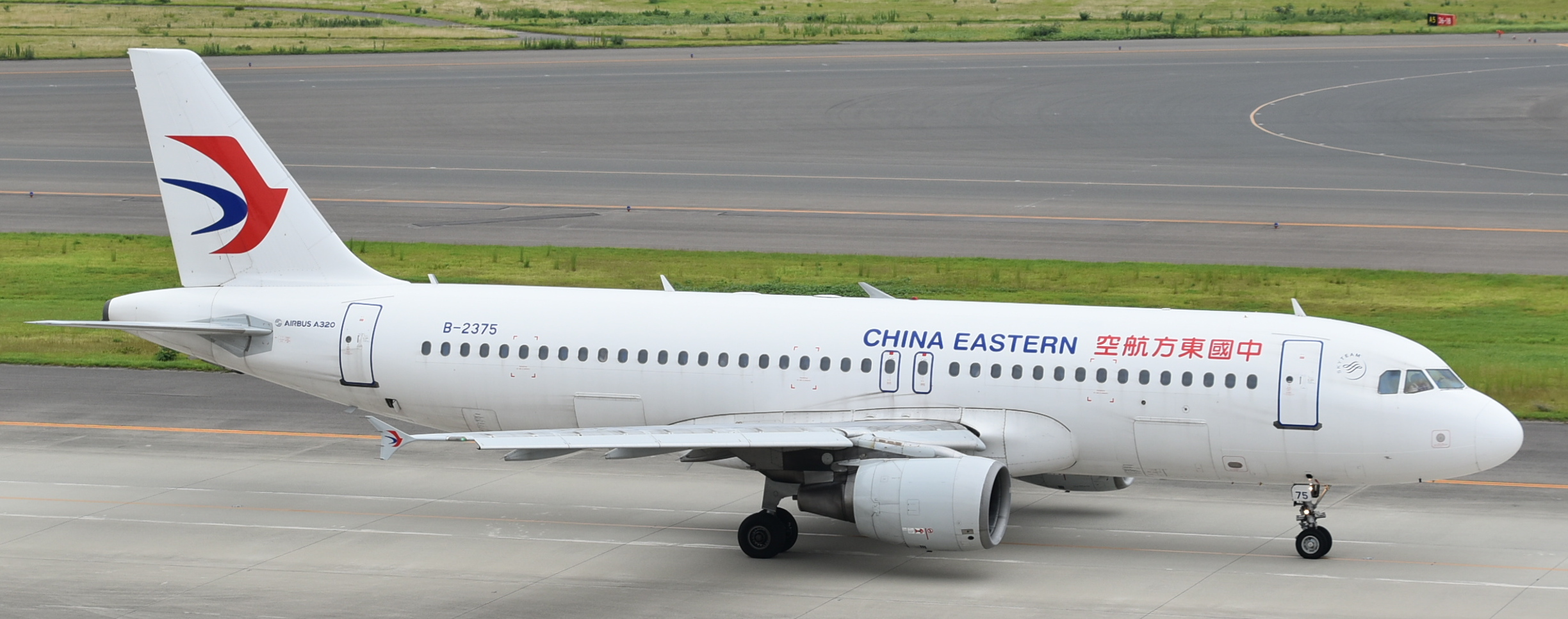
Airbus A320 da China Eastern.

A frota da empresa China Eastern, em Janeiro de 2024, incluía:
| Aeronave         | Total | Encomenda | Rotas                            |
| ---------------- | ----- | --------- | -------------------------------- |
| Airbus A319-100  | 35    | -         | Voos Domésticos                  |
| Airbus A320-200  | 174   | -         | Voos Domésticos                  |
| Airbus A320Neo   | 104   | -         | Voos Domésticos                  |
| Airbus A321-200  | 77    | -         | Voos Domésticos                  |
| Airbus A330-200  | 30    | -         | Voos Domésticos e Internacionais |
| Airbus A330-300  | 26    | -         | Voos Domésticos e Internacionais |
| Airbus A350-900  | 20    | -         | Voos Internacionais              |
| Boeing 737-700   | 36    | -         | Voos Domésticos                  |
| Boeing 737-800   | 102   | -         | Voos Domésticos e Internacionais |
| Boeing 737 MAX 8 | 3     | -         | Voos Domésticos e Internacionais |
| Boeing 777-300ER | 20    | -         | Voos Internacionais              |
| Boeing 787-9     | 5     | 15        | Voos Internacionais              |
| Comac C919       | 3     | 100       | Voos Domésticos                  |
| Total            | 636   | 115       |                                  |

## Acidentes
- 15 de agosto de 1989: um Antonov An-24 prefixo B-3437, operando o Voo China Eastern Airlines 5510, de Xangai para Nanchang, caiu na decolagem após uma falha inexplicável do motor direito, matando 34 das 40 pessoas a bordo.[2]
- 6 de abril de 1993: um McDonnell Douglas MD-11 prefixo B-2171, operando o Voo China Eastern Airlines 583, de Pequim para Los Angeles via Xangai, teve uma implantação inadvertida das lâminas da asa de ponta durante o cruzeiro. A aeronave progrediu através de várias oscilações violentas e perdeu 5.000 pés (1.500 m) de altitude. Dois passageiros morreram e 149 passageiros e sete tripulantes ficaram feridos. A aeronave pousou com segurança em Shemya.
- 21 de março de 2022: um Boeing 737-800 prefixo B-1791, operando o Voo China Eastern Airlines 5735, com 132 ocupantes a bordo caiu na região montanhosa de Guangxi, localizado ao sul do país. O avião despencou 6 mil metros em 2 minutos. Todos os 132 ocupantes, entre passageiros e tripulantes, morreram.[3] Esse é o terceiro pior acidente aéreo na China, atrás apenas do Voo China Southern Airlines 3943, que matou 141 pessoas, e do Voo China Northwest Airlines 2303, que matou 160 pessoas.